# Hermenegild (imię)
Hermenegild – imię męskie pochodzenia germańskiego.
Hermenegild imieniny obchodzi: 13 kwietnia.
Znane osoby o tym imieniu:
- św. Hermenegild, książę wizygocki, męczennik, ścięty 13 kwietnia 585 roku w Tarragonie

Żeński odpowiednik: Hermenegilda